# Trimingham
Trimingham is een civil parish in het bestuurlijke gebied North Norfolk, in het Engelse graafschap Norfolk met 485 inwoners.